# Megan Ellison
Megan Ellison właśc. Margaret Elizabeth Ellison (ur. 31 stycznia 1986 w Kalifornii) – amerykańska producent filmowa.

## Filmografia
- 2010: Prawdziwe męstwo
- 2010: Gra namiętności
- 2010: Główna ulica
- 2010: Waking Madison
- 2011: Paragraf 44
- 2012: Spring Breakers
- 2012: Zabić, jak to łatwo powiedzieć
- 2012: Wróg numer jeden
- 2012: Mistrz
- 2012: Gangster
- 2013: Wielki mistrz
- 2013: American Hustle
- 2013: Ona
- 2014: Foxcatcher
- 2015: Terminator: Genisys
- 2016: Każdy by chciał!!
- 2016: Sausage Party

## Nagrody i nominacje
Została nominowana do nagrody Gotham, Międzynarodowej Nagrody AACTA, dwukrotnie nagrody Złotego Lauru, dwukrotnie do Oscara i dwukrotnie nagrody BAFTA.